# アイシングラス (食材)

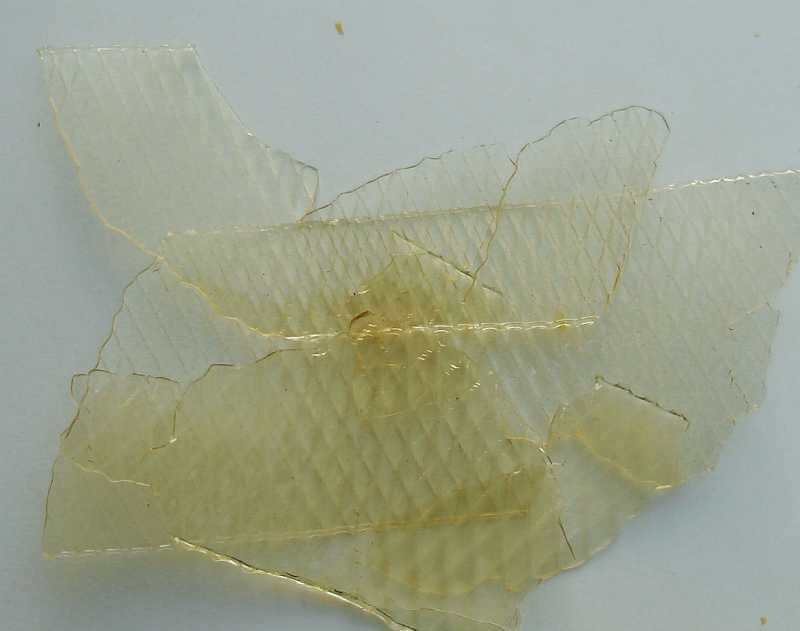
テンペラ画に使用するアイシングラス。

アイシングラス（英語: isinglass）とは、魚の鰾（）を原料として抽出されたゼラチンのことである。魚膠（）の一種であるが、そのうちで高級なものとして区別される。
アイシングラスは固体状の製品で流通し、半透明の薄いシートのことが一般的である。魚の鰾を原料として、機械的な方法で抽出される。古くは、チョウザメ、なかでもオオチョウザメ（ベルーガ）の鰾を原料として製造された。その後、1795年にイギリスのウィリアム・マードックが、タラの鰾を原料として魚膠を製造する方法を開発し、安価な代替品として量産に成功した。日本では、ニベと呼ばれる種類の魚の鰾から取った膠が接着剤として重用され、その名もニベと呼ばれた。主な産地はソビエト連邦であった。
ワインやビールなどの酒類を製造する際に、清澄剤として使用される。そのため、厳格な菜食主義をとる人には、アイシングラスを使用する種類の酒類は忌避すべき食品ということになる。ほか、食用用途としては、コンソメゼリーなどの料理にも用いられる。薬品製造にも使用されている。接着剤としても広く用いられ、より強力な合成接着剤が開発された現在も絵画の修復などに用いられている。